# Grandfontaine (Bas-Rhin)
Grandfontaine (Duits: Michelbrunn, Elzassisch: Grossbrunn) is een gemeente in het Franse departement Bas-Rhin in de regio Grand Est en maakt deel uit van het arrondissement Molsheim. De gemeente telde 391 inwoners op 1 januari 2022.

## Geschiedenis
De gemeente was onderdeel van het departement Vosges totdat het kanton Schirmeck in 1871, met uitzondering van de gemeente Raon-sur-Plaine, middels het Verdrag van Frankfurt geannexeerd en deel werd van het Reichsland Elzas-Lotharingen van het Duitse Keizerrijk. Een groot deel van de bossen rond Raon-sur-Plaine en het aangrenzende Raon-lès-Leau in het departement Meurthe werden hierbij overgeheveld naar de gemeente.
Toen na de Eerste Wereldoorlog Elzas-Lotharingen geannexeerd werd door Frankrijk bleven de in 1871 ingestelde grenzen van Grandfontaine onveranderd en werd de gemeente onderdeel van het herstelde department Bas-Rhin.
Grandfontaine maakte deel uit van het kanton Schirmeck tot het op 22 maart 2015 werd opgeheven en de gemeenten werden opgenomen in het kanton Mutzig.

## Geografie
De oppervlakte van Grandfontaine bedraagt 39,52 vierkante kilometer; Op 1 januari 2022 was de bevolkingsdichtheid 9,9 inwoners per km².
De onderstaande kaart toont de ligging van Grandfontaine met de belangrijkste infrastructuur en aangrenzende gemeenten.

## Demografie
Onderstaande figuur toont het verloop van het inwonertal.
Albé · Barembach · Bassemberg · Bellefosse · Belmont · Blancherupt · Bourg-Bruche · Breitenau · Breitenbach · La Broque · Colroy-la-Roche · Dieffenbach-au-Val · Dinsheim-sur-Bruche · Fouchy · Fouday · Grandfontaine · Gresswiller · Heiligenberg · Lalaye · Lutzelhouse · Maisonsgoutte · Muhlbach-sur-Bruche · Mutzig · Natzwiller · Neubois · Neuve-Eglise · Neuviller-la-Roche · Niederhaslach · Oberhaslach · Plaine · Ranrupt · Rothau · Russ · Saales · Saint-Blaise-la-Roche · Saint-Martin · Saint-Maurice · Saint-Pierre-Bois · Saulxures · Schirmeck · Solbach · Steige · Still · Thanvillé · Triembach-au-Val · Urbeis · Urmatt · Villé · Waldersbach · Wildersbach · Wisches